# Храм на Зевс Олимпийски (Дион)
Вижте пояснителната страница за други значения на Храм на Зевс.
Храмът на Зевс Олимпийски или Олимпионът (на гръцки: Ιερό Ολυμπίου Διός, Ολυμπιείον) е археологически обект в античния македонски град Дион, Гърция.

## История
Почитането на Зевс е изключително важно за местните жители, тъй като той е покровителят на града – името Дион е форма на името Зевс. В града има и втори храм на божеството – посветен на Зевс Хипсистос. Историческите сведения сочат, че храмът е бил близо до Римския театър и откритите два надписа водят до идентификация на светилището. Храмът е разположен южно извън стените на града, между Елинистическия театър на запад и Римския театър на юг. Двата надписа са декрет на Филип V Македонски, с който се установява границата между Фере и Димитрия в Тесалия. Вторият надпис е резолюция на град Дион, датираща от края на IV век пр.н.е. И в двата надписа изрично се посочва, че трябва да бъде поставени в светилището на Зевс Олимпийски.
Светилището първоначално е било свещена дъбрава. В елинистическия период дъбравата се превръща в храм. В 219 година храмът е опожарен и напълно разрушен от войските на Етолийския съюз по време на Съюзническата война, но по-късно е възстановен с материал от руините.
В района не са провеждани мащабни разкопки. Разкрити са култови сгради, една стена, дълга над 100 метра, за която се смята, че е оградната стена на храма. Колонада с централен портик отделя района на олтара от големия правоългълник на запад. Най-забележителната част на храма е монументалният олтар, който е бил дълъг 22 m. Пред него има три реда от 11 каменни плочи с бронзови халки, за които са били завързвани жертвените животни. Сградите принадлежат към различни периоди от елинистическата епоха. Откритите базите на колони говорят за монументална сграда в дорийски стил.
В светилището са били издигнати позлатени статуи на македонски царе и е имало богати царски дарове, включително и бронзовата конна група, която Лизип подарява на Александър III Македонски след Битката при Граник в 334 г. пр.н.е., и която е пренесена в Рим в 148 г. пр.н.е. от Квинт Цецилий Метел Македоник след като Македония е превърната в римска провинция. Открити са каменни стели с текстове на съюзни договори, царски заповеди, решения на Дионската община и много царски дарения. Освен двата надписа доказващи, че светилището е на Зевс Олмипийски са открити и договор между Филип V и Лизимахидите и началото на договор между цар Персей Македонски и Беотийския съюз. От статуите са оцелели само мраморният пиедестал на статуята на Касандър и част от пиедестала на статуята на Персей. Запазените надписи са изключително важен исторически източник за историята на Македонското царство и за административната организация на град Дион.